# Andrea Dandolo
Andrea Dandolo, beneški admiral, beneški dož, pravnik in mecen, * 1306, † 7. september 1354.
V letih 1343 in 1354 je bil beneški dož.